# فاریس (اکلاهما)
فاریس (به انگلیسی: Farris) یک منطقهٔ مسکونی در ایالات متحده آمریکا است که در شهرستان اتوکا، اکلاهما واقع شده‌است.